# بنگلادش در المپیک تابستانی ۲۰۲۴
کاروان المپیکی بنگلادش، یکی از کاروان‌های شرکت‌کننده در بازی‌های المپیک تابستانی ۲۰۲۴ بود. این دوره از بازی‌ها از ۲۶ ژوئیه تا ۱۱ اوت ۲۰۲۴ (۵ تا ۲۱ امرداد ۱۴۰۳ خورشیدی) به میزبانی پاریس، پایتخت فرانسه برگزار شد. این حضور، یازدهمین حضور این کاروان پس از نخستین حضور آنها در المپیک ۱۹۸۴ بود. بنگلادش یکی از کشورهایی است که تاکنون موفق به کسب هیچ مدالی در المپیک نشده است.

## شرکت‌کنندگان
ورزشکاران بنگلادش در رشته‌های زیر به رقابت پرداختند.
| ورزش              | مردان | زنان | مجموع |
| ----------------- | ----- | ---- | ----- |
| تیراندازی با کمان | ۱     | ۰    | ۱     |
| دو و میدانی       | ۱     | ۰    | ۱     |
| تیراندازی         | ۱     | ۰    | ۱     |
| شنا               | ۱     | ۱    | ۲     |
| مجموع             | ۴     | ۱    | ۵     |